# Thomas Wolsey
Thomas Wolsey (født ca. 1475, død 28. eller 29. november 1530) var født Thomas Wulcy i Ipswich i Suffolk.

## Baggrund
Som søn af slagter og kvæghandler Robert Wulcy (1438–96) og Joan Daundy nåede Wolsey højt. Uddannet fra Magdalen College i Oxford blev han præsteviet omkring 1498. Han blev kapellan under ærkebiskoppen af Canterbury og senere kapellan for guvernøren af Calais, hvor han mødte Henrik 7. I 1507 blev han kong Henriks personlige kapellan, og i 1509 udnævnt til domprovst ved Lincolnkatedralen. Hans energi og selvtillid gjorde indtryk på kongens søn og efterfølger, Henrik 8.

## Henrik 8.'s mand
Da Henrik 8. blev konge i 1509, blev Wolsey snart overhoved for statsadministrationen. Han blev kannik af Windsor i 1511, og samme år medlem af Privy Council. Båndene ham og kongen imellem blev særlig tætte, efter at Wolsey organiserede felttogene i 1513, hvorved Henrik 8. indtog de franske byer Terouanne og Tournai og sejrede over skotterne i slaget ved Flodden.
Omkring 1525 benyttede Wolsey sin magt som paveligt sendebud til at opløse 29 klostre, hovedsageligt for at rejse penge til stiftelsen af Cardinal's College ved Oxford-universitetet (i dag Christ Church.
Efterhånden tjente Wolsey kongen både som diplomat og som effektiv administrator i hjemlandet. Kong Henrik prøvede at få Wolsey udnævnt til kardinal og gjorde endda to forsøg på at få ham valgt til pave, men måtte nøjes med at se ham udnævnt til pavens repræsentant i England. Adel og lavadel var yderst misfornøjet med at se denne opkomling blive landets mægtigste næst efter kongen. Utrættelig ledte kardinalen efter tilfælde af korruption eller uretfærdighed, selv om det aldrig kunne blive synderlig effektivt, fordi det altid handlede om enkeltindivider. Heller ikke det bidrog til at gøre Wolsey populær. På samme vis retsforfulgte han folk, der havde indhegnet dyrkbar mark på overdrevene. Privatisering af fællesområder skaffede landejere profit fra får og kvæg, der græssede, hvor landsbyens fattige tidligere havde dyrket korn og andet.
I 1523 satte Wolsey engelske tropper ind mod franske. For at finansiere denne krig, lancerede han i 1525 en skat, der ikke var vedtaget af Parlamentet, og som han kaldte the Amicable Grant (= vennegaven). I kontrast til sit navn var den en betydelig ekstraskat, der vakte stor modstand med åbent oprør i East Anglia. Londons indbyggere nægtede at betale under henvisning til en statut fra 1484 om forbud mod pengegaver til kongehuset. Kong Henrik greb ind, afskaffede skatten og lagde skylden for den på Wolsey.

## Wolseys fald
Wolseys fiasko med the Amicable Grant rystede kong Henrik, og kardinalen havde ikke råd til flere fejltrin. Fordi han forstod, at han ikke kunne kontrollere Parlamentet, nægtede han simpelthen at indkalde det. Men i 1527 dukkede en svær sag op, snart kendt som "Kongens Store Sag". Kong Henrik havde været gift med Katharina af Aragonien i tyve år, uden at få en søn og tronarving. Nu ønskede kongen at få ægteskabet omstødt, hvad dronning Katharina modsatte sig. Sagen blev ikke enklere af, at den tysk-romerske kejser Karl 5. var hendes søstersøn og støttede sin mosters syn på sagen. Pave Clemens 7. vovede derfor ikke at bevilge nogen annullering, og gradvis tabte kong Henrik - der var utålmodig efter at gifte sig med sin kones hofdame, Anne Boleyn - sin tro på Wolseys evne til at få sagen løst.
Af diplomatiske grunde bekymrede det Wolsey, at kong Henrik ville opløse sit ægteskab med en kvinde, der var moster til den mægtige tysk-romerske kejser. Men da kejseren indtog og plyndrede Rom i 1527, og pave Clemens søgte tilflugt i Engelsborg, tilbød Wolsey sig at vikariere som pave i håb om selv at få annulleret kongens ægteskab. Men samme sommer, mens kardinalen var optaget med forhandlinger i Frankrig, sendte kong Henrik bag hans ryg sekretæren William Knight til Rom for at få tilladelse til, at kongen kunne indgå et nyt ægteskab. Wolsey blev bekymret, for chancen for at få indvilget en annullering ville blive væsentlig dårligere, straks det gik op for paven, at Henrik egentlig ikke bekymrede sig for, om hans ægteskab var gyldigt i Guds øjne, men simpelthen ønskede at få dronningen byttet med den kvinde, han var forelsket i.
I november 1528 sikrede Wolsey sig to pavebuller om at sørge for en radikal fornyelse af engelsk klosterliv. Alle klostre med færre end seks beboere skulle lukkes, og alle klostre med færre end tolv beboere slås sammen med et større kloster. Samme år ændrede han også sin udenrigspolitik radikalt ved at alliere sig med Frankrig mod kejser Karl 5. I august 1529 var det uheldigt, da Frankrig og kejser Karl sluttede fred. Dermed var England diplomatisk helt isoleret.
Wolseys fald var pludseligt og komplet. I juli 1529 blev han berøvet sit regeringsembede og sin ejendom, deriblandt York Place, som Henrik 8. valgte til sin egen hovedresidens i London, Whitehall (som erstatning for Palace of Westminster). I oktober blev Wolsey sat under tiltale for praemunire, en lov fra 1300-tallet, der gjorde det strafbart at udøve pavelig magt i England på kongens eller hans undersåtters bekostning. Straffen var fængsel og beslaglæggelse af al ejendom. Imidlertid forblev Wolsey ærkebiskop af York og rejste nordpå fra London i april 1530. 4. november blev han arresteret, anklaget for højforræderi (for at have korresponderet med det franske hof) og beordret til London.
Wolsey blev alvorligt syg undervejs, og ved ankomsten til klosteret i Leicester sagde han angiveligt til abbeden: "Jeg er kommet for at efterlade mine knogler blandt jer." Om morgenen 29. november efter at have skriftet skal han have sagt: "Jeg ser sagen imod mig, som en fælde, men hvis jeg havde tjent Gud ligeså flittigt, som jeg har tjent kongen, ville han ikke have givet mig grå hår." Derefter skal Wolsey have advaret mod det nye lutherske kætteri, inden det fik greb om England. Så tabte han bevidstheden og døde. I lighed med kong Richard 3. er Wolsey gravlagt i Leicester.
Efter Wolseys fald medvirkede hans ringe popularitet til en antiklerikal reaktion, som var en vigtig faktor i den engelske reformation.

## Eftermæle og efterkommere
Wolsey havde levet i den største luksus og bestilt en pragtfuld sort sarkofag til sit gravmæle. Henrik 8. planlagde at overtage den, men i stedet kom admiral Nelson til at ligge i den, i St. Paulskatedralens krypt.
Wolsey havde ikke overholdt sit kyskhedsløfte og efterlod sig to, sandsynligvis tre, børn. Med Joan Larke fik han sønnen Thomas Wynter (født omkring 1510, død i eller efter 1543). I 1512 blev datteren Dorothy født og adopteret af John Clancey, efter at Wolsey havde tabt interessen for børnenes mor. Dorothy blev senere nonne i Shaftesbury-klosteret, et søgt sted for døtre fra velstående hjem. Da klosteret blev opløst, sørgede Thomas Cromwell for en pension til Dorothy, som var i tyverne.
Et sandsynligt tredje barn er Thomas Minterne født ca. 1516 og som Thomas Wynter med en uddannelse værdig en rigmandssøn. Efter Wolseys fald ernærede Minterne sig af en stilling ved Salisburykatedralen.